# روجر كاربنتر
روجر كاربنتر (بالإنجليزية: Roger Carpenter)‏ هو عالم وظائف الأعضاء بريطاني، ولد في 2 سبتمبر 1945، وتوفي في 27 أكتوبر 2017.